# Per Iko
Per Ove Iko, född 6 maj 1963 i Annedals församling i Göteborgs och Bohus län, är en svensk militär och militärhistoriker.

## Biografi
Iko var reservanställd löjtnant vid Livregementets husarer 1984–1987. Han avlade officersexamen vid Krigsskolan 1988, varpå han tjänstgjorde vid Lapplands jägarregemente. Därefter tjänstgjorde han under 1990-talet åter vid Livregementets husarer samt befordrades till kapten 1991 och major 1996. I slutet av 1990-talet tjänstgjorde han vid Försvarsmaktens underrättelse- och säkerhetscentrum. Han har deltagit i FN-insatser.[källa behövs] Sedan 2021 är Per Iko chef för Arméns musikkår.
Iko har avlagt filosofie magister-examen i militärhistoria vid Försvarshögskolan, där han har tjänstgjort i många år, bland annat som chef för Militärhistoriska avdelningen 2008–2016. Han var ledamot av styrelsen för Svenskt Militärhistoriskt Bibliotek 1998–2023 och är ledamot av Svenska militärhistoriska kommissionen.[källa behövs] Han var sekreterare i Delegationen för militärhistorisk forskning från 2008 till 2016.[källa behövs]
Per Iko är son till ingenjören Ove Iko.[källa behövs] Han är gift med riksarkivarien Karin Åström Iko.